# Milton Ribeiro
Milton Ribeiro (São Vicente, São Paulo; 14 de marzo de 1958) es un pastor presbiteriano, teólogo, abogado y profesor brasileño.
Desde el 16 de julio de 2020 hasta el 28 de marzo de 2022 fue Ministro de Educación del gobierno de Jair Bolsonaro.

## Formación y carrera
Fue ordenado el 21 de enero de 1982 por el Presbiterio de Santos; actualmente es pastor de la Iglesia Presbiteriana Jardim de Oração, en Santos.
Obtuvo una licenciatura en Teología en el Seminario Presbiteriano Sur, una licenciatura en Derecho en la Institución Educativa de Toledo, una especialización en Derecho Inmobiliario en el Centro Universitario de Facultades Metropolitanas Unidas, una especialización en Gestión Universitaria por el Consejo de Rectores de Universidades Brasileñas, una especialización en Teología del Antiguo Testamento por la Universidad Presbiteriana Mackenzie, una maestría en Derecho de la Universidad Presbiteriana Mackenzie y un doctorado en Educación de la Universidad de São Paulo.
Se desempeñó como superintendente de programas de posgrado lato sensu. Fue profesor, decano interino y vicedecano de la Universidad Presbiteriana Mackenzie. Fue vicepresidente del Consejo Deliberativo del Instituto Presbiteriano Mackenzie, relator de la Comisión de Asuntos Educativos Mackenzie, Director Administrativo de Luz para o Caminho (institución que se ocupa del área de medios de la Iglesia Presbiteriana de Brasil), miembro de la Administración General de Santa Casa de Santos (institución privada sin fines de lucro) y miembro del Comité de Ética Pública de la Presidencia de la República desde mayo de 2019.

### Ministerio de Educación
Tras el polémico desarrollo de Abraham Weintraub en el Ministerio de Educación, y la corta estadía de cinco días de Carlos Decotelli, quien fue designado pero no instalado, Milton Ribeiro fue elegido para estar al frente del Ministerio en la madrugada del 10 de julio de 2020. El 16 de julio de 2020, Milton Ribeiro prestó juramento y se convirtió en la tercera persona en ocupar el cargo de Ministro de Educación durante el gobierno de Jair Bolsonaro.

## Comentarios

### Acerca de las universidades que fomentan el 'sexo ilimitado'
En 2018, Ribeiro afirmó que en las universidades se enseñaba existencialismo y que animaba a los estudiantes a tener sexo sin tener en cuenta quién es la pareja:

Para contribuir aún más en términos negativos a una práctica del sexo totalmente ilimitada surgió la cuestión filosófica del existencialismo, en la que el momento importa. No importa si es A, B, si es hombre o si es mujer, si es esto, si es aquello, si es viejo, si es nuevo. No interesa. Lo que importa es ese momento. [...] Esto es lo que les están enseñando a nuestros hijos en la universidad.

### Sobre métodos anticonceptivos como causa de conducta sexual inapropiada
Ribeiro también culpó a los métodos anticonceptivos, como la píldora del día después, por la conducta sexual inapropiada.

### Sobre el castigo físico de los niños
Durante una predicación titulada "La vara de la disciplina", impartida por Ribeiro en una iglesia presbiteriana en abril de 2016, Ribeiro defendió el castigo físico en la educación de un niño. Según él, "esta idea que muchos tienen de que el niño es inocente es relativa", que un buen resultado "no se obtendrá por medios justos y suaves" y que los niños "deberían tener dolor".
El 16 de julio de 2020, durante su discurso de toma de posesión, afirmó: "Nunca hablé de violencia física en la educación escolar y nunca defenderé tales prácticas, que son parte de un pasado al que no queremos volver".

## Arresto
Milton Ribeiro fue detenido preventivamente por la Policía Federal en la mañana del 22 de junio de 2022. La orden de aprehensión cita los delitos de corrupción pasiva, prevaricato, tráfico de influencias en la liberación de fondos del Fondo Nacional de Fomento de la Educación.